# Margarida Mano
Margarida Isabel Mano Tavares Simões Lopes (ur. 3 grudnia 1963 w Coimbrze) – portugalska ekonomistka, nauczyciel akademicki i polityk, parlamentarzystka, w 2015 minister edukacji i nauki.

## Życiorys
Absolwentka ekonomii na Uniwersytecie w Coimbrze, gdzie uzyskała licencjat i magisterium. Doktoryzowała się w zakresie zarządzania na University of Southampton. Od 1986 zawodowo związana z Uniwersytetem w Coimbrze, w latach 1996–2009 była administratorem tej uczelni, następnie do 2011 pełniła funkcję jej prorektora, w latach 2011–2015 była zastępczynią rektora. W pracy naukowej specjalizowała się w zagadnieniach z zakresu zarządzania strategicznego i zarządzania jakością.
W wyborach w 2015 z ramienia Partii Socjaldemokratycznej uzyskała mandat posłanki do Zgromadzenia Republiki XIII kadencji. Od października do listopada 2015 pełniła funkcję ministra edukacji i nauki w rządzie, którym kierował Pedro Passos Coelho.